# Tịnh Phong
Tịnh Phong là một xã thuộc huyện Sơn Tịnh, tỉnh Quảng Ngãi, Việt Nam.
- Phía đông giáp xã Bình Tân, Tịnh Thiên thành phố Quảng Ngãi
- Phía tây giáp xã Tịnh Bồng thành phố Quảng Ngãi
- Phía nam giáp xã Tịnh Ấn Đông, Tịnh Ấn Tây thành phố Quảng Ngãi
- Phía bắc giáp xã Bình Hiệp, Bình Thanh Tây, Bình Thanh Đông huyện Bình Sơn.

Xã Tịnh Phong có diện tích 27,36 km², dân số năm 1999 là 9463 người, mật độ dân số đạt 346 người/km².